# Бик (притока Сейму)
Бик — річка в Росії, у Кореневському і Льговському районах Курської області. Ліва притока Сейму (басейн Дніпра).

## Опис
Довжина річки 26 км.

## Розташування
Бере початок біля села Мордвин Кореневського району. Спочатку тече на північний схід через Черемошки, Вишні Деревеньки, потім на північний захід через Велику Орловку, Льгов і у Нижні Деревеньки впадає у річку Сейм, ліву притоку Десни.
Річку пертинає європейський автомобільний шлях Е38.